# Verbena xutha
Verbena xutha är en verbenaväxtart som beskrevs av Johann Georg Christian Lehmann. Verbena xutha ingår i släktet verbenor, och familjen verbenaväxter. Inga underarter finns listade i Catalogue of Life.